# Zdravko Mamić
Zdravko Mamić (né le 16 juillet 1959 à Bjelovar, à l'époque en Yougoslavie et aujourd'hui en Croatie) est un homme d'affaires et un dirigeant sportif croate.
Également agent de joueurs, il est directeur exécutif du club de football croate du Dinamo Zagreb entre 2013 et 2016. Il est dorénavant simple conseiller sportif.
Homme à scandale (conflits d'intérêts, corruption, détournement de fonds, fraude fiscale, matchs truqués, multiples agressions, connivences avec des ultranationalistes…), le tout parfois avec le soutien des structures étatiques, Mamić a défrayé de nombreuses fois la chronique dans le monde du football croate, qualifié de « mafieux » et d'« autocrate » par ses adversaires dans sa gestion clanique du club du Dinamo et de la fédération croate.
Il est également connu pour ses multiples déclarations vulgaires à l'égard de ses détracteurs et pour ses provocations (saluts nazis, strip-tease, chants nationalistes, et autres déclarations dérangeantes).

## Biographie
Né dans une famille de croates d'Herzégovine (ses parents étaient originaires de la région de Tomislavgrad, son père étant du village de Zidine et sa mère du village de Bukova Gora), ses parents quittent la République socialiste de Bosnie-Herzégovine en 1956 pour la République socialiste de Croatie à la recherche de travail.
Mamić a deux autres frères, Stojko (né en 1957) et Zoran (né en 1971), ancien footballeur international et aujourd'hui entraîneur.
Dans les années 1970, Zdravko et ses deux frères quittent Bjelovar pour la banlieue zagréboise de Sesvete, tandis que leur père travaillait en Allemagne de l'Ouest en tant que gastarbeiter.
Il joue un peu au football et entre dans l'équipe des jeunes du Dinamo Zagreb.

### Formation et carrière
Les premiers contacts directs de Mamić avec le Dinamo Zagreb fut à travers les Bad Blue Boys, un des groupes d'ultras du club.
Il commence alors une petite carrière d'entrepreneur en vendant des coussins aux couleurs du club aux alentours du stade Maksimir.
En 1980, Miroslav Blažević, avec qui Mamić s'était lié d'amitié peu de temps auparavant, devient le nouvel entraîneur du club, faisant rentrer Mamić toujours un peu plus dans les rouages du club.
Durant les guerres de Yougoslavie, il devient multimillionnaire en vendant ses parts d'une compagnie forestière et d'une entreprise de boissons, acquises pendant le conflit, à un marchand d'armes.
En 1995, il entre dans la direction du club du NK Osijek, puis dans celle du Segesta Sisak l'année suivante, et enfin de celle du Croatia Sesvete de 1997 à 1999.

### Dirigeant du Dinamo Zagreb
Proche du HDZ (parti nationaliste alors au pouvoir en Croatie), Zdravko Mamić fait jouer ses relations et entre véritablement dans l’organigramme de la direction du Dinamo en 2000, lorsqu'il devient membre du Conseil d'administration du club.
En 2003, il devient vice-président du Dinamo, année où il cumule sa nouvelle fonction avec celle d'agent de joueurs.
À partir de 2012, ses scandales à répétition ne passent plus au sein d'une partie des supporters du club, et il entre alors en conflit direct avec ses anciens soutiens, les Bad Blue Boys. S'en alors suit boycotts et manifestations.
Les supporters du club reprochent également à Mamić de vendre systématiquement les meilleurs joueurs du club à chaque intersaison, et d'empiler les entraîneurs (plus d'une vingtaine sous sa direction).
En février 2016, il démissionne de son poste de directeur exécutif, mais reste dans l'entourage du club en tant que conseiller.
Niveau footballistique, le club du Dinamo Zagreb, sous la direction de Mamić, connait néanmoins la plus grande période de succès de son histoire, avec de nombreux titres engrangés (un peu moins d'une vingtaine, ainsi que de nombreuses participations à la C1).

Le club se retrouve également sous sa coupe avec une balance économique plus que positive grâce à de multiples transferts juteux (gains supérieurs à 100M€), avec des coûts restant minimes grâce aux financements publics de la mairie.

### Scandales et controverses

#### De multiples agressions
En 1992, il manque de peu le poste de directeur sportif du club, et tente de tabasser le président du club de l'époque, Josip Šoic, qui s'échappe in extremis au-dessus d'une barrière du stade Maksimir.

La même année, Mamić agresse un membre de la fédération croate, et échappe de peu à la suspension à vie, finalement abandonnée.
Deux ans plus tard, Mamić essaye d'étrangler le délégué d'une rencontre de Coupe des coupes contre l'AJ Auxerre.
En 1995, Zdravko Mamić renverse un policier dans le centre-ville de Zagreb, qui s'intéressait à sa Jaguar mal garée (non-lieu conclut durant la fin de l’enquête presque dix ans plus tard). Durant cette même année, il frappe Niko Čeko, joueur du NK Zagreb.
En 2003, au cours d'une réunion à la mairie de Zagreb, il frappe à l'aide d'une de ses béquilles Miljenko Mesić, le patron de l'urbanisme, qui venait de lui refuser la construction d'un gratte-ciel (l’autorisation sera plus tard accordée).
En 2006, le journaliste Jura Ozmec porte plainte contre lui pour agression (en demandant en même temps une protection policière).

L'année suivante, Mamić menace un journaliste et un cadreur, puis insulte à nouveau un journaliste, Roman Ejbl, en 2008. La même année, il menace de mort l'arbitre Vlado Svilokos.

En 2009, il insulte le journaliste Ivica Blažičko.
En 2010, il insulte copieusement un mafieux serbe réputé ainsi que le ministre de la Défense croate Branko Vukelić.

Un an plus tard, il agresse à nouveau un policier et s'accroche verbalement avec l'entraîneur du club Vahid Halilhodžić, qu'il vire juste après.
En 2014, à la suite d'une victoire 2-0 contre l'ennemi juré de l’Hajduk Split, Mamic enjambe les clôtures et court provoquer les membres du staff de l’Hajduk, provoquant une bagarre avec Ivo Bego.

#### Gestion «familiale» du Dinamo
« Le football croate est aujourd'hui aux mains d'une clique de criminels [...] avec la tête de tout, la famille Mamić. En Croatie, on sait que le diable s'appelle Zdravko Mamić. C'est Kevin Spacey dans Usual Suspects. »

— Zvonko Alač, journaliste d'opposition
À partir de 2003, après la création de sa société de management sportif (gérée officiellement par son fils Marijo), tous les nouveaux joueurs signant au Dinamo Zagreb sont sommés (parfois sous la menace ou sous chantage) de s'engager avec cette dernière.

Ainsi, de nombreux joueurs sortis du centre de formation du club durent signer un « contrat civil » avec Zdravko Mamić, les obligeant à reverser une partie de leurs futurs revenus avec lui (l'un d'eux étant Luka Modrić, qui lui reverse 20 % de son salaire annuel, ayant parfois fait gagner rien qu'à lui seul jusqu'à 900  000 € par an à Mamić).

Selon Jutarnji (un quotidien croate dont des journalistes furent menacés de mort par ce dernier), 13 autres anciens joueurs du Dinamo, dont Eduardo, Ćorluka, Kovačić ou encore Dejan Lovren ont un contrat similaire signé avec Mamić.

Cette gestion des joueurs auraient des liens jusqu'en équipe nationale, où Mamić s'arrangerait (selon les rumeurs) pour influer sur les choix du sélectionneur et y placer ses joueurs. Des rumeurs concerneraient même l'éviction de Lovren en sélection après la décision de ce dernier d'arrêter de reverser de 20 à 30 % de ses revenus à Mamić. Le président du Dinamo est connu pour avoir fait inscrire dans le contrat de Marko Rog une obligation pour le sélectionneur de le faire jouer au moins un match durant l'Euro 2016, championnat d'Europe où il se dit qu'aurait été évincé le jeune talent prometteur Alen Halilović après le refus de la part de ses parents de signer un contrat avec la société de Zdravko Mamić.
En 2004, il menace de mort Miroslav Blažević (ancien entraîneur du club) car il l'accuse d'avoir volé de l'argent au club. Blažević demande alors à un organisme public anti-corruption (l'Uskok) d'enquêter sur Mamić, pour achat d'arbitres.
Mamić fait du club une nouvelle affaire « familiale », et nomme son frère Zoran comme directeur sportif, le président Mirko Barišic n'étant qu'un pantin. Il place petit à petit ses proches dans des postes de direction du club (dans le but de réélire Mamić à chaque élection).
Cette affaire débute le 4 juillet 2015 avec les arrestations de Zdravko Mamić (président du Dinamo et vice-président de la fédération croate de football) et de son frère Zoran Mamic (entraîneur du Dinamo). Le 9 février 2016, Zdravko Mamić démissionne de son poste de président et le 26 avril 2016 il est inculpé pour corruption et fraude. Les 13 et 14 juin 2017, le procès du système que Zdravko Mamić a mis en place se déroule avec notamment les témoignages de Luka Modric et de Dejan Lovren. Ces témoignages confirment les soupçons de corruption. À l'issue du procès pour détournements de 15,7 millions d'euros du Dinamo Zagreb et d'avoir floué le fisc croate de 1,7 million d'euros, Zdravko Mamić est condamné à six ans et demi de prison. Entre-temps, il s'était réfugié en Bosnie-Herzégovine d'où il ne peut pas être extradé.

#### Liens avec la politique
« La corruption de masse est culturelle en Croatie. Il y'a une culture du clientélisme et cela impacte directement la société et ses fondations. »

— Dražen Lalić, sociologue
Le Dinamo dépendant de la mairie de Zagreb (grâce à son statut d’association publique), Zdravko Mamić est connu pour être un des financeurs de la campagne électorale du maire de la ville, Milan Bandić (lui-même trempé dans des scandales de corruption et détournement de fonds publics), proche de Mamić. Ces derniers se rendent des services mutuels (aide au club en échange ou travaux au stade surfacturés par exemple). Il fait également partie des donateurs pour la campagne de Kolinda Grabar-Kitarović, présidente croate.
Mamić fait également jouer ses relations en soutenant une nouvelle réélection du président de la Fédération croate de football en 2011, Vlatko Marković (s'en suivra un scandale d’achats de voix), pour que celle-ci soit à sa botte.
Il est accusé par certains d'avoir une emprise totale sur le monde du football croate. L'un de ses anciens proches parle d'un « syndicat du crime de 150 personnes. C'est comme ça qu'il est devenu le numéro un du football croate, en se mettant progressivement toute la fédération dans la poche grâce à ses multiples connexions dans la politique, le judiciaire car Zdravko est ami avec le responsable de la justice, la police, le monde arbitral - il est ami avec les arbitres les plus influents du pays - et les médias, car le meilleur ami de Mamić détient le principal groupe de presse du pays. »

#### Matchs arrangés
« Nous voulons attirer l'attention sur la situation de la fédération croate, dirigée telle une mafia. Ils utilisent la fédération pour détourner de l'argent, ils ont détruit le championnat croate que plus personne ne regarde parce qu'on sait d'avance que la Dinamo Zagreb va gagner. »

— Supporter croate durant l'Euro 2016
L'argent de Zdravko Mamić provoque des soupçons de corruption, et plusieurs rencontres du club furent entachés de suspicions d’irrégularités, en rapport parfois avec des paris sportifs.
Il est ainsi auditionné par l'UEFA en 2010, par rapport à des matchs européens. La finale de la Coupe de Croatie de 2009 fait également parler, ainsi que la défaite 7-1 à domicile face à l'Olympique lyonnais en 2011.

#### Scandale financier
Durant la guerre d'indépendance croate, Mamić a participé à la privatisation de l'industrie du bois Česma à Bjelovar, sa ville d'origine. En 2000 fut découvert des opérations douteuses émanant de la compagnie qui coutèrent 14 millions de kunas au budget de l'État tandis que le nombre de travailleurs diminua de moitié.
Le 18 novembre 2015, Zdravko Mamić et cinq autres personnes sont arrêtés pour cause d'irrégularités de transferts. Il est notamment également accusé d'évasion fiscale et de corruption.
Depuis la fin de 2015, Mamić n'est donc « officiellement » plus personne, mais le conflit d'intérêts continue puisqu'il est « trois fonctions dans une seule personne : il est coprésident du Dinamo Zagreb, il est le vice-président de la fédération croate mais se comporte comme le numéro un et il est aussi agent de joueurs » selon Tomislav Marinović, ancien ultra des Bad Blue Boys.
Depuis le 27 avril 2017, il comparaît devant la justice croate pour un détournement de fonds présumé de 15,6 millions d'euros lors de transferts de joueurs, et pour une évasion fiscale présumée de 1,6 million d'euros. Son frère Zoran, le directeur exécutif de la Fédération croate de football (HNS) Damir Vrbanovic, et un inspecteur des impôts, sont également poursuivis dans cette affaire.
Le 22 août 2017, Zdravko Mamić a été légèrement blessé par balle dans le village de Zidine près de Tomislavgrad en Bosnie-Herzégovine, alors qu'il se recueillait sur la tombe de son père.

### Vie privée
Son fils Marijo est marié à la célèbre présentatrice de télévision croate Monika Kravić.